# امیدی (اشتهارد)
امیدی یک منطقهٔ مسکونی در ایران است که در دهستان پلنگ‌آباد واقع شده‌است. امیدی ۷۳ نفر جمعیت دارد.